# Francisco Barreda Miranda
Francisco de Paula Barreda Miranda (n. 29 de octubre de 1857; El Puerto de Santa María, Cádiz, España-Cartagena, Murcia; 11 de enero de 1927) fue un contraalmirante español.

## Biografía
Francisco Barreda, nació el 29 de octubre de 1857 en El Puerto de Santa María. Fue hijo de José Francisco Barreda Pérez, alcalde de El Puerto de Santa María. Barreda, fue hermano del comandante general de Bilbao y capitán de navío José Barreda Miranda y tío del capitán de corbeta Carlos de Barreda Terry, también del comandante José Barreda Terry formando parte de la Familia Barreda. Francisco fue sobrino de los altos oficiales de la Armada Española Faustino Barreda, héroe durante la revolución cantonal en Cádiz y Emilio Barreda, salvador de los Jesuitas durante la revolución La Gloriosa en el El Puerto de Santa María. También fue familiar del almirante general Blas de la Barreda.

## Trayectoria militar

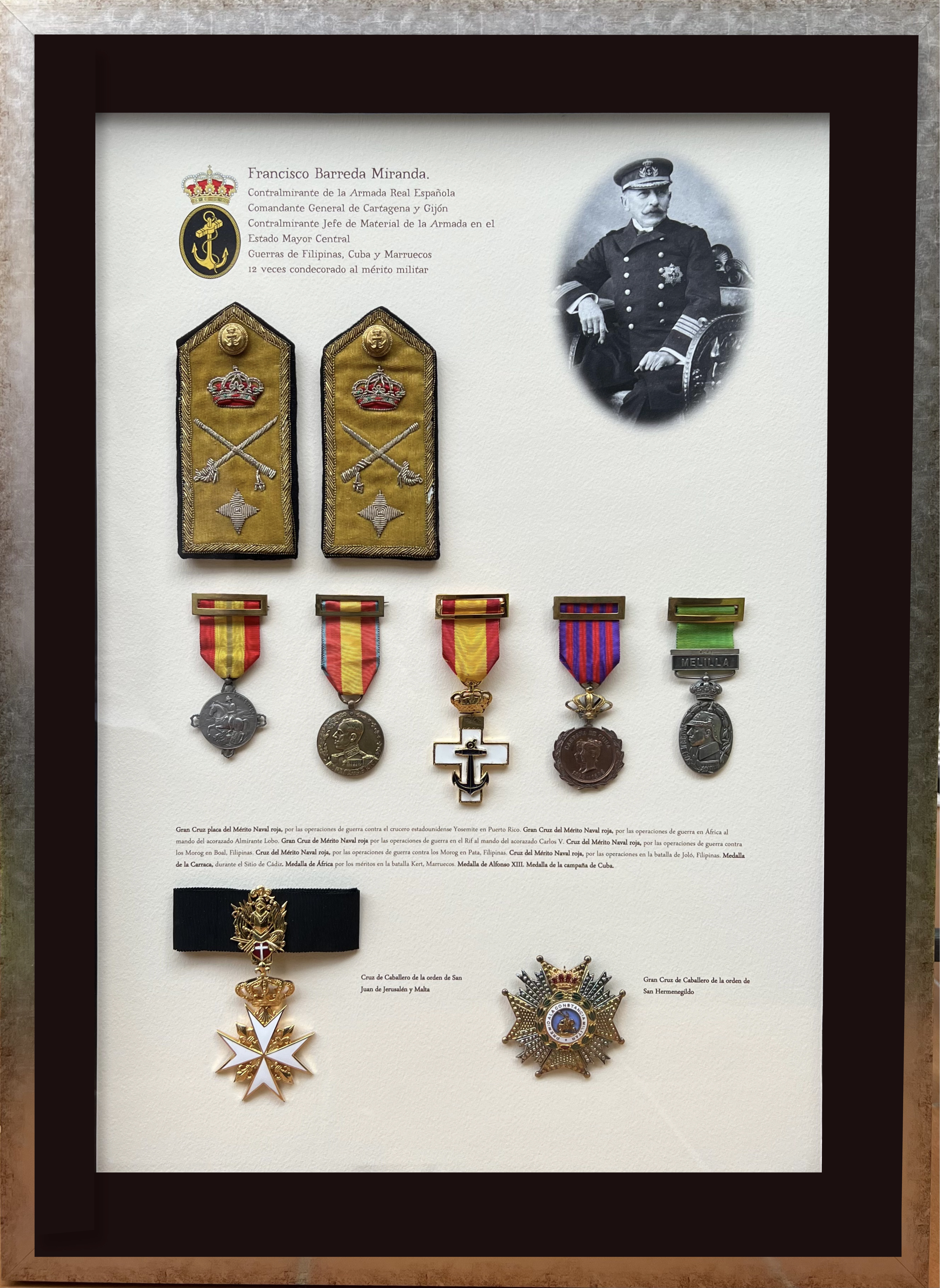
Condecoraciones de Francisco Barreda en las que se pueden apreciar la Cruz de la Orden de San Hermenegildo y diversas Cruces del Mérito Naval.

Sus inicios en la armada española se produjeron a inicios de 1874 cuando ingresó a la Escuela Naval Flotante, allí se recibiría de alférez de navío seis años después. En 1887 formó parte de la toma de la Cotta en Boal en el Archipiélago de Joló, por la que también recibió una medalla al mérito militar.  En 1898, participó de la guerra hispano-estadounidense en Puerto Rico siendo segundo comandante del crucero acorazado Isabel II bajo las órdenes del almirante, Pascual Cervera y Topete, bombardeó y provocó la fuga de los cruceros USS Saint Paul y USS Yosemite. Barreda recibió su primer medalla al mérito naval por esa actuación.
Entre 1910 y 1913 fue segundo comandante del acorazado Carlos V, partió hacia la guerra del Rif. Fue nombrado jefe de material del Estado Mayor de la Armada el 27 de febrero de 1913 y entre ese año hasta 1915 también fue comandante general de Gijón. Uno de sus últimos servicios fue estar a cargo del acorazado Princesa de Asturias en 1916.
Barreda brindó 43 años de servicio donde acumuló diferentes cargos, destinos, honores y condecoraciones, tales como: almirante, comandante general de Gijón, formando parte del Estado Mayor de Francisco Chacón y Pery y posteriormente de Antonio Perea y Orive. También fue nombrado como caballero orden de Malta, cruz y placa de la Orden de San Hermenegildo, seis medallas al mérito naval y militar por acciones de guerra, medalla por la guerra de Independencia cubana, medalla del sitio de Cádiz y medalla de Alfonso XIII, entre otras.

## Fallecimiento
Barreda falleció el 11 de enero del 1927 en Cartagena, España a la edad de 70 años. Su deceso fue informado diez días después del suceso mismo por la Capitanía General de Marina del Departamento de Cartagena. 